# Tabularium

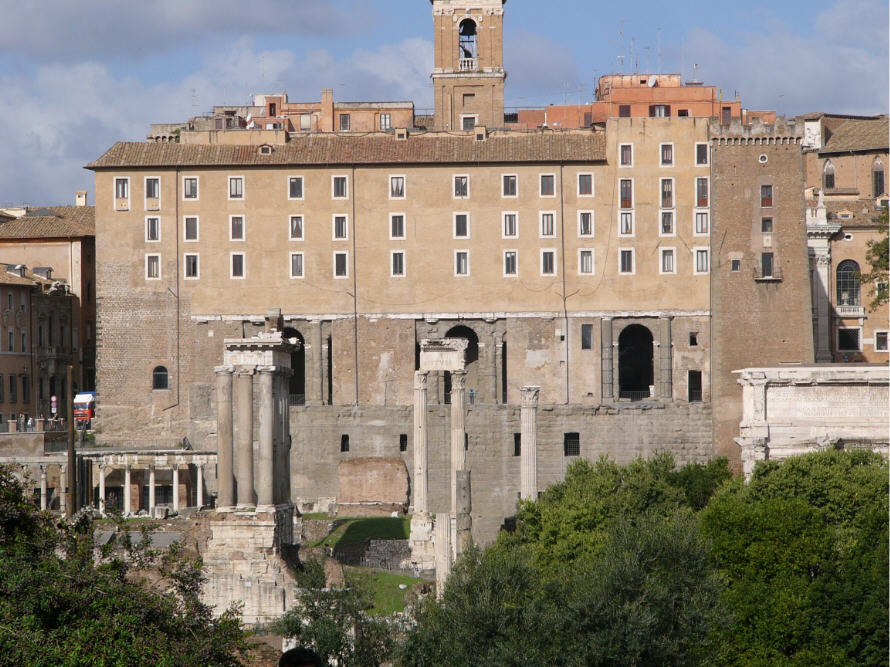
Tabularium

Als Tabularium wurden zur Zeit des antiken römischen Reichs Gebäude und Räume zur Aufbewahrung von Urkunden bezeichnet. Das bekannteste Tabularium war das Staatsarchiv des römischen Reichs in Rom.

## Tabularium in Rom

### Geschichte
Das Tabularium in Rom wurde 83–80 v. Chr. auf Anweisung Sullas von Quintus Lutatius Catulus erbaut. In ihm wurden die Gesetze, Edikte und Verträge „auf Tafeln“ aufbewahrt, welche von dem Magistrat Roms erstellt worden waren. Von diesen tabulae genannten Bronzetafeln, welche zur Archivierung von Gesetzen und Urkunden genutzt wurden, leitet sich auch der Name ab.
Das Staatsarchiv oder Haus der Aufzeichnungen lag am westlichen Ende des Forum Romanum und wies mit seiner Schauseite auf den Forumsbereich. Es diente, zusammen mit dem Concordia-Tempel und dem Tempel des Saturn, als Abgrenzung zwischen dem Forum Romanum und dem Kapitol. Heute befindet sich der im 16. Jahrhundert errichtete Senatorenpalast auf dessen Fundamenten.
Selbst nach dem Untergang des weströmischen Reiches wurde das Tabularium immer weiter verändert. Die heute zu sehende Form verdankt man Michelangelo, welcher es vom Salzspeicher zum Palazzo umbaute.

### Aussehen
Das Untergeschoss ist auch heutzutage noch deutlich als antiker Bau identifizierbar, während die oberen Stockwerke späteren Bauabschnitten zugeordnet werden können. Der Unterbau, insgesamt 73,6 Meter lang und bestehend aus Aniene-Tuff und Peperin, ist auch heute noch gut erhalten, ebenfalls Teile des ersten Stockwerks, welches sich durch dorische Säulen aus Tuffstein auszeichnet, zwischen denen sich elf Bögen mit jeweils 7,5 Metern Höhe und 3,5 Metern Breite spannten. Licht erhielt besagtes erstes Stockwerk durch kleine Fenster. Das zweite, heute nicht mehr sichtbare, Stockwerk wurde von einem prächtigen Arkadengang korinthischer Ordnung geschmückt, welcher im Mittelalter bis 1939 zugemauert war.
Durch Bauarbeiten in den 1930er-Jahren wurden die drei Gebäude des Kapitolsplatzes (der Senatorenpalast, der Konservatorenpalast und der Palazzo Nuovo) durch einen unterirdischen Gang verbunden. Dabei wurden bedeutende Reste des ehemaligen Tabulariums für die Öffentlichkeit zugänglich gemacht, die diese im Zusammenhang mit einem Besuch des  Kapitolinischen Museums besichtigen können. Teil der originalen antiken Bausubstanz ist auch ein Klostergewölbe über quadratischem Grundriss (⌀: 4,70 m), eines der frühesten nachweisbaren Beispiele dieser Kuppelform.
Das Tabularium gab dem architekturgeschichtlichen Begriff „Tabulariummotiv“ den Namen. In der Fassade erscheint das Motiv an den großen rundbogigen Gebäudeöffnungen.

## Allgemeine Tabularien
In stark verkleinerter Form gab es Archive auch in zahlreichen römischen Städten und an fast allen festen Kastellplätzen, wie Inschriften belegen. Dort war das Tabularium Bestandteil der Principia, des Stabsgebäudes.